# ボノム・リシャール (強襲揚陸艦)
ボノム・リシャール（USS Bonhomme Richard, LHD-6）は、アメリカ海軍の強襲揚陸艦。ワスプ級強襲揚陸艦の6番艦。艦名はジョン・ポール・ジョーンズの座乗した有名なフリゲート（フランス語で「善良なるリチャード、英：Goodman Richard」の意。ベンジャミン・フランクリンの著書『貧しきリチャードの暦』から）に因む。その名を持つ艦としては3隻目。

## 艦歴
ボノム・リシャールは、ミシシッピ州パスカグーラのインガルス造船所で1995年4月18日に起工し、1997年3月14日に進水、1998年5月12日に海軍に移管され、1998年8月15日に就役した。
ボノム・リシャールは8月8日にパスカグーラを出港し、8月15日にペンサコーラに到着する。ペンシルベニア州選出下院議員ジョン・P・ムーサが就役式で演説を行い、海軍長官ジョン・H・ドルトンが就役を命じた。
ムーサの妻ジョイスが1997年5月に命名を行い、ムーサ夫人は艦に対して伝統の命令「Man our ship and bring her to life!（総員乗艦、艦に生命あれ）」を下した。
就役式にはこのほかミシシッピ州選出下院議員ジーン・テイラー、海軍作戦副部長ドナルド・L・ピリング提督、海軍教育訓練部長パトリシア・A・トレーシー中将、インガルス造船副社長が出席した。
2006年3月13日、フリゲート・初代「ボノム・リシャール」の残骸捜索隊の名誉旗艦に任命された。アーレイ・バーク級ミサイル駆逐艦「ジョン・ポール・ジョーンズ」も同じく名誉旗艦に任命された。
2011年8月19日、2012年春に佐世保配備の同型2番艦「エセックス」とのシップ・スワップを行うことが発表された。
2012年4月23日より、「エセックス」に代わり佐世保に配備された。
2018年1月14日に母港であった佐世保基地にF-35Bを運用可能に改修された同型艦1番艦「ワスプ」が本艦との機能移転のために入港した。母港をサンディエゴ海軍基地に移し、移転作業が行われた後、本国でワスプ同様の近代化改修工事を行う予定であった。

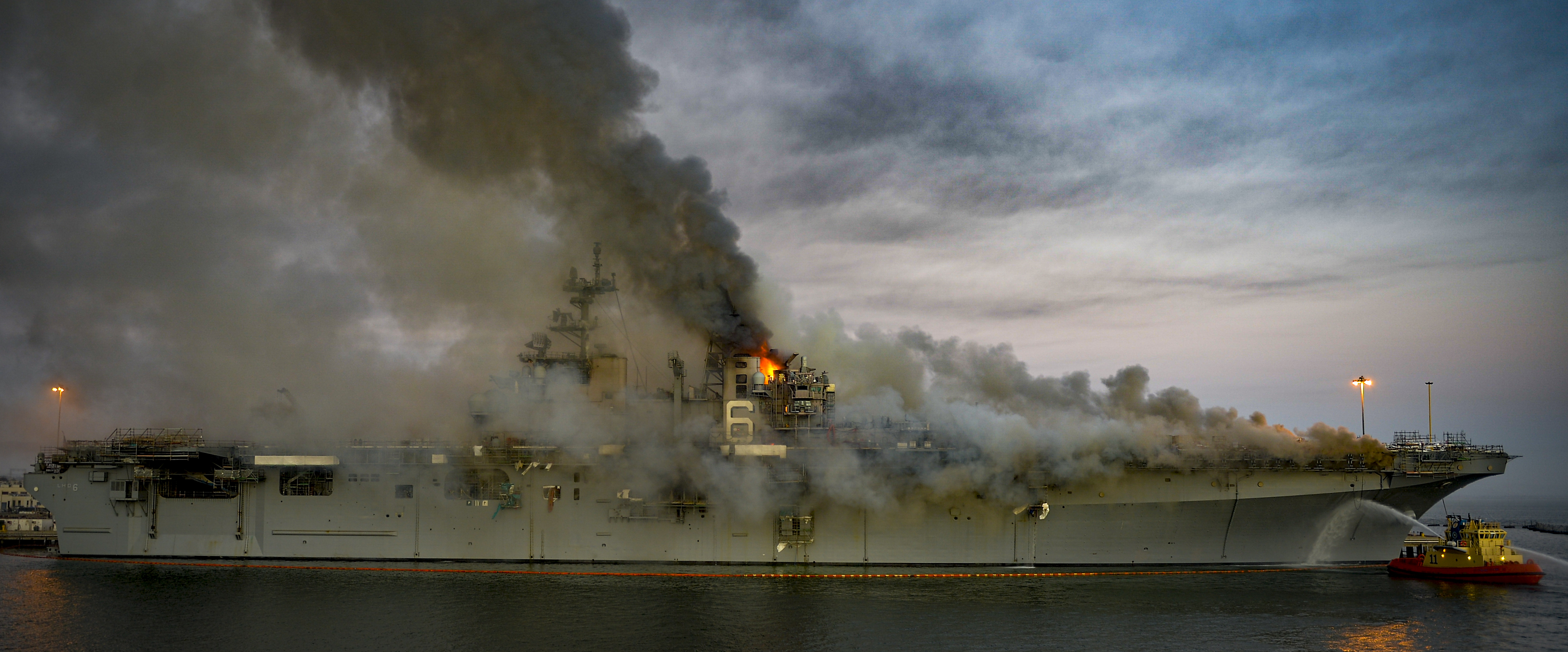
炎に包まれる「ボノム・リシャール」

サンディエゴ現地時間の2020年7月12日の午前8時30分頃に火災を起こした。メンテナンス中で消火設備が無効化されており対応が遅れ、火災は発生から4日後の16日に鎮火された。
その後放火の疑いも含めて調査と検証が行われていたが、2020年11月30日に海軍は本艦を退役させ、解体する方針を明らかにした。火災によって飛行甲板を含む艦全体の6割が損傷し、元通りに修復するには5～7年の期間と25億～32億ドル（日本円で約2600億～約3340億円）かかること、残存部分を病院船など別種の艦船に転用するにも10億ドル以上のコストがかかり新造艦を建造する方が安くつくため、退役させて解体することが最善策と判断された。本艦は火災原因調査終了後に退役・解体される見通しとなっており、それにかかるコストは3000万ドル、作業期間は9～12カ月と見積もられている。2021年4月14日に退役式が行われた。同型艦に流用できる機器が撤去された後、テキサス州ガルベストンに曳航され、解体された。
2021年7月29日、第3艦隊は、放火などの疑いで火災当時ボノム・リシャールの乗組員だった水兵1人を訴追したと発表した。2022年9月19日、サンディエゴ海軍基地で被告の裁判が始まった。2週間の裁判を経て9月30日、判事はこの水兵を両方の容疑(放火と船舶への故意危害)で無罪とした。

## 参照
1. ↑  “USS Bonhomme Richard to replace USS Essex”.   U.S. Navy (2011年8月19日). 2016年3月5日時点のオリジナルよりアーカイブ。2012年2月14日閲覧。
2. ↑  “USS Wasp to Japan Next Year in Support of Marine F-35B Squadron Next Year; USS Bonhomme Richard to San Diego”.   USNI News (2016年10月24日). 2018年3月17日時点のオリジナルよりアーカイブ。2018年3月17日閲覧。
3. ↑  “米強襲揚陸艦で大規模火災、２１人負傷”.  産経新聞ニュース (2020年7月13日). 2020年7月13日時点のオリジナルよりアーカイブ。2020年7月13日閲覧。
4. ↑  “米強襲揚陸艦の火災鎮火”.  沖縄タイムス (2020年7月26日). 2020年7月18日閲覧。
5. 1 2 3 4  “火災被害の米海軍強襲揚陸艦、退役・解体へ”.   CNN.co.jp. 2020年12月2日閲覧。
6. 1 2  “火災の強襲揚陸艦、修理断念　米海軍に大きな痛手”.   時事ドットコム. 2020年12月1日閲覧。
7. ↑  “佐世保に前方展開したボノム・リシャール、4月14日に退役式”.   FlyTeam (2021年4月14日). 2021年7月31日閲覧。
8. ↑  “米艦火災、放火疑いで水兵を訴追 損傷激しく解体、動機不明”.   東京新聞 (2021年7月30日). 2021年7月31日閲覧。
9. ↑  “昨年の強襲揚陸艦火災、米海軍が要員1人を訴追”.   CNN (2021年7月30日). 2021年7月31日閲覧。
10. ↑  “Trial Begins for Sailor Accused of Arson in Fire Destroying USS Bonhomme Richard”. City News Service (Times of San Diego). (2022年9月19日) 2022年9月19日閲覧。
11. ↑  “Military Judge Acquits Sailor Accused of Arson in USS Bonhomme Richard Fire”. City News Service (The Times of San Diego). (2022年9月30日) 2022年9月30日閲覧。